# Min kropp, mitt val

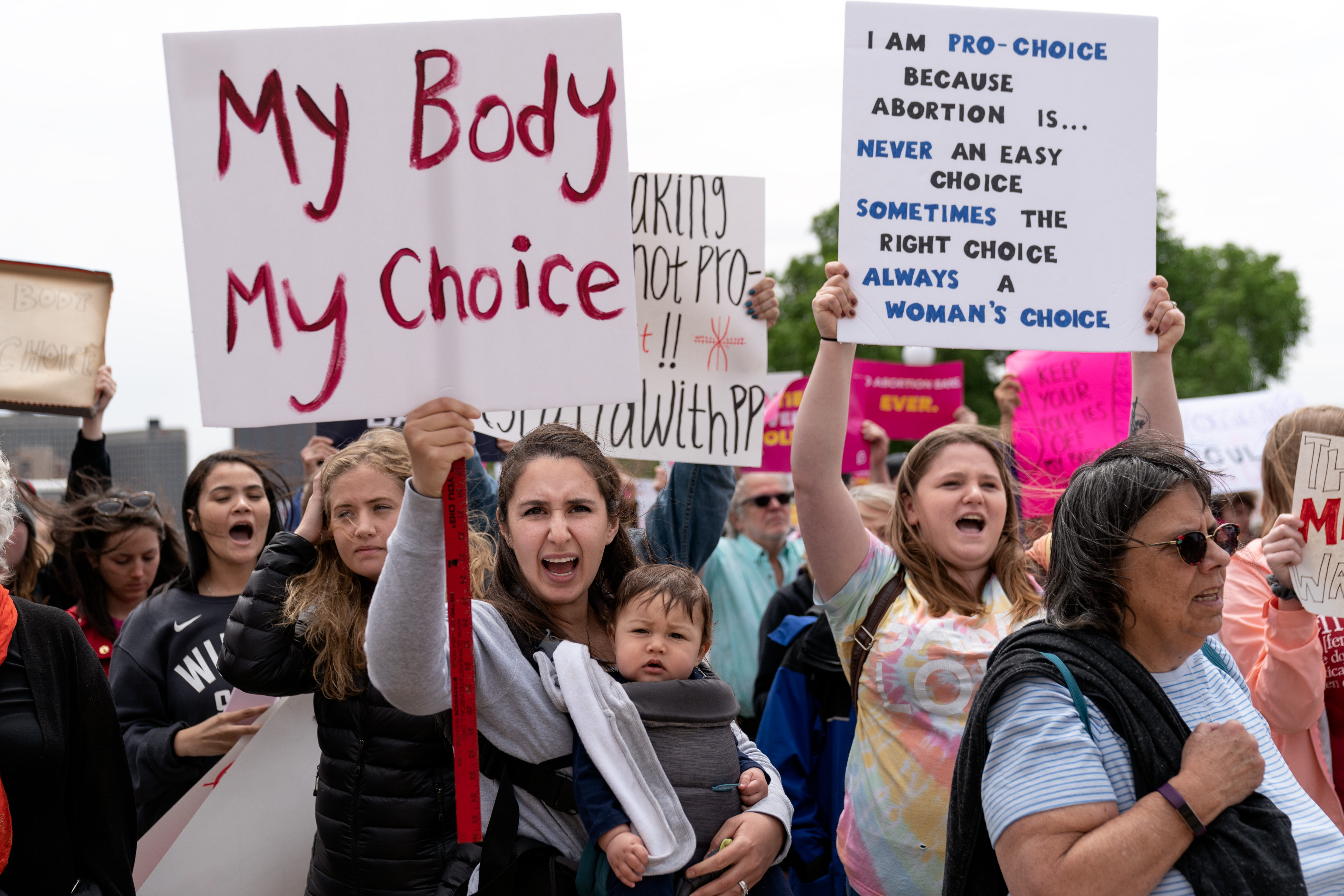
Stop Abortion Bans-demonstration i St Paul i Minnesota, 2019.

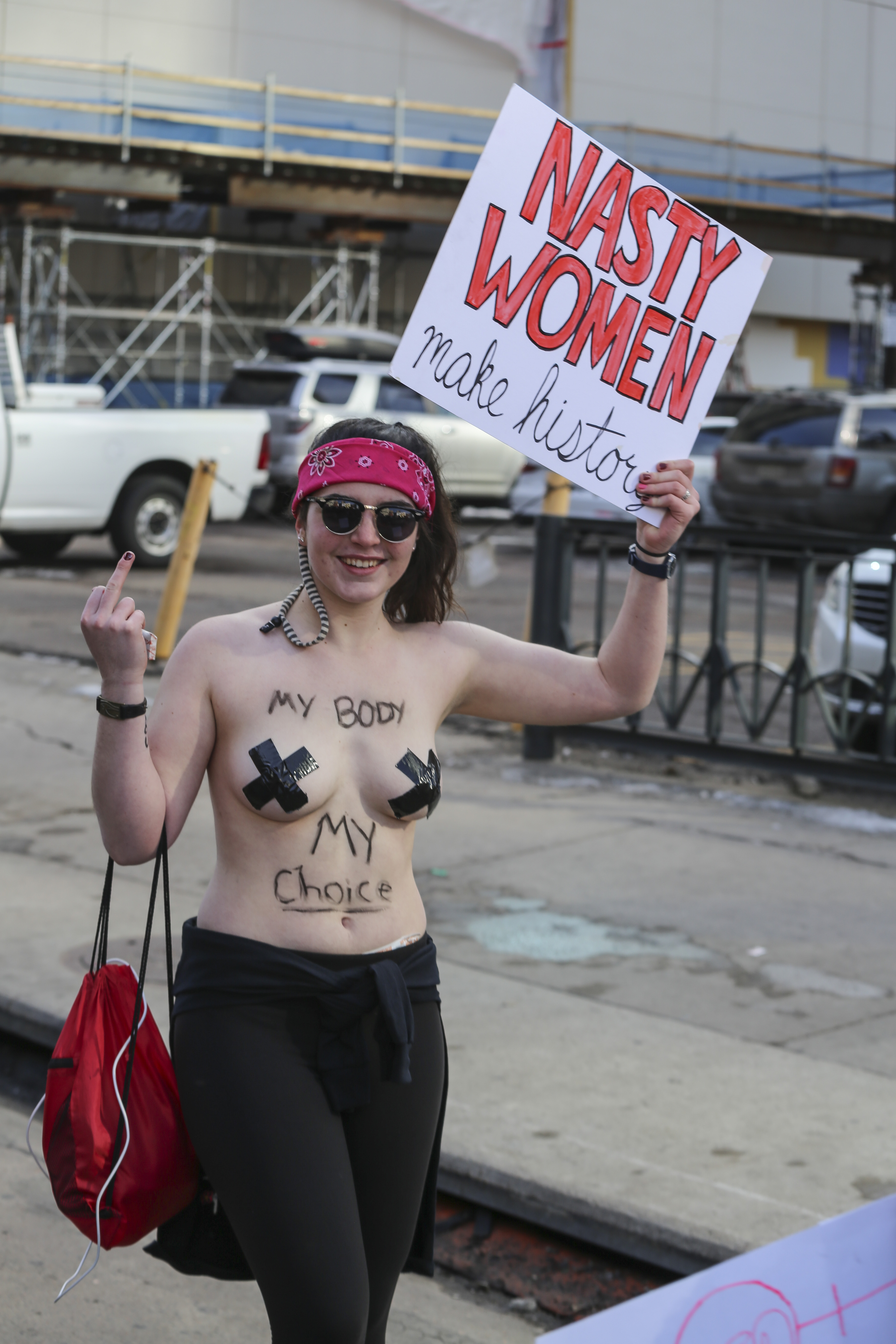
Women's March i Denver, 2017.

Min kropp, mitt val (engelska: My Body, My Choice) är ett feministiskt slagord som används i många länder, ursprungligen främst för att markera rätten till fri abort. Efter hand har slagordet fått bredare innebörd och markerar numera vid sidan av aborträtten mer allmänt betydelsen av kroppsautonomi.
I feministiskt språkbruk försvaras den individuella rätten att bestämma över sin kropp, särskilt kring exempelvis sexualitet, äktenskap, reproduktion, klädsel, utseende, kroppsmodifiering, könsidentitet med mera. 
Slagordet ”Min kropp, Mitt val” har använts globalt och översatts till många olika språk. Det har orsakat olika slag av kontroverser i olika länder och har använts som ett samlande slagord under protester och demonstrationer för att fästa uppmärksamhet på olika feministiska frågor, i senare tid har det blivit viktigt i debatten om kroppsaktivism.
Slagordet används numera inte bara som ett feministiskt slagord, utan även av exempelvis dem som är motståndare till vaccinationer. Det har även blivit omformulerat, exempelvis som ”Min kropp, mina regler” eller ”Min kropp, mitt vapen” och liknande.